# SN2-reactie
De SN2-reactie is een reactiemechanisme in de scheikunde. Het is een nucleofiele alifatische substitutiereactie waarbij een nucleofiel deeltje een elektrofiel centrum 'aanvalt' en een binding aangaat, waarbij tegelijkertijd een ander deeltje, dat gebonden was aan het centrum, 'vertrekt'. Midden in dat proces is er een situatie waarbij zowel het nucleofiele deeltje als de vertrekkende groep gedeeltelijk is gebonden. Het nucleofiele deeltje, het aangevallen C-atoom en de vertrekkende groep liggen op één lijn, terwijl de andere drie aan het aangevallen C-atoom gebonden groepen samen met dat C-atoom in één vlak liggen, loodrecht op die lijn. Zie de eerste figuur hieronder. De vertrekkende groep wordt ook wel de leaving group genoemd.
De naam SN2 staat voor een substitutie door een nucleofiel deeltje in een bimoleculaire snelheidsbepalende stap. Dit houdt in dat bij de snelheidsbepalende (langzaamste) stap in het mechanisme twee deeltjes betrokken zijn, bij SN2 het nucleofiel (het deeltje dat aanvalt) en het elektrofiel (het deeltje dat wordt aangevallen).

## Reactiemechanisme
Een voorbeeld van een SN2 reactie is die van broomethaan met een hydroxide-ion (OH−) tot ethanol.
.
Het mechanisme van de reactie berust met name op metingen van reactiesnelheden (de reactiekinetiek) en op de stereochemie.
Een ander reactiemechanisme dat qua naamgeving lijkt op het hierboven beschreven mechanisme, is de SN1-reactie. Dit is een nucleofiele substitutie waarbij de snelheidsbepalende stap monomoleculair is.

## Reactiekinetiek
De SN2-reactie is een tweede-orde reactie. De snelheid van de reactie is recht evenredig met zowel de concentratie van het nucleofiele deeltje, [Nu−], als de concentratie van het substraat, [RX]:
{\displaystyle S=k\mathrm {[RX][Nu^{-}]} }
In de bovenstaande reactiesnelheidsvergelijking staat k voor de reactiesnelheidsconstante.

## Stereochemische implicaties van de SN2-reactie
Als het koolstofatoom waarop de substitutie plaatsvindt een chiraal centrum is, dan heeft de reactie implicaties voor de stereochemie van dit koolstofatoom, en is het mogelijk de stereochemie van de reactie te bestuderen.
In alle onderzochte gevallen is geconstateerd dat bij de SN2-reactie inversie van configuratie plaatsvindt. Het nucleofiel wordt aan de achterkant van het molecuul gebonden, terwijl de leaving group aan de voorkant loslaat. De molecule klapt als het ware om als een paraplu in te sterke wind. Dit verschijnsel noemt men Waldeninversie.
Een voorbeeld is de reactie van R-2-broombutaan met het jodide-ion als nucleofiel en propanon als oplosmiddel. Als reactieproduct ontstaat uitsluitend (S)-2-joodbutaan.

## Factoren die de SN2-reactie beïnvloeden

### De structuur van de alkylgroep
De relatieve snelheid van chloorethaan ten opzichte van chloormethaan bij SN2-substitutiereacties is afhankelijk van de aard van het nucleofiele deeltje, het oplosmiddel en de reactieomstandigheden. Uit een grote hoeveelheden gegevens is een gemiddelde reactiviteit  voor diverse alkylderivaten bij SN2-reacties vastgesteld. Zie de volgende tabel voor een selectie.
| Gemiddelde relatieve reactiesnelheid van alkylderivaten bij SN2-reacties[3] | Gemiddelde relatieve reactiesnelheid van alkylderivaten bij SN2-reacties[3] |
| --------------------------------------------------------------------------- | --------------------------------------------------------------------------- |
| Alkylgroep                                                                  | Relatieve reactiesnelheid                                                   |
| methyl                                                                      | 30                                                                          |
| ethyl                                                                       | 1                                                                           |
| 1-propyl                                                                    | 0,4                                                                         |
| 1-butyl                                                                     | 0,4                                                                         |
| isopropyl                                                                   | 0,025                                                                       |
| t-butyl                                                                     | 0                                                                           |
Deze tabel maakt duidelijk dat alkylderivaten een snellere SN2-reactie geven als de sterische hindering rond het centrale koolstofatoom kleiner is.

### De aard van het nucleofiele deeltje
De reactiviteit van een nucleofiel deeltje zal van diverse parameters afhangen. Een tabel met geselecteerde waarden van de gemiddelde nucleofielsterkte staat hieronder.
| Gemiddelde nucleofielsterkte[4] | Gemiddelde nucleofielsterkte[4] |
| ------------------------------- | ------------------------------- |
| Nucleofiel                      | Relatieve reactiesnelheid       |
| C6H5S−                          | 470000                          |
| I−                              | 3700                            |
| EtO−                            | 1000                            |
| Br−                             | 500                             |
| C6H5O−                          | 400                             |
| Cl−                             | 80                              |
| CH3COO−                         | 20                              |
| NO3−                            | 1                               |
In eerste instantie zou men kunnen denken dat de nucleofielsterkte van het nucleofiele deeltje wordt bepaald door de basesterkte. Zolang het bindende atoom van het nucleofiele deeltje eenzelfde atoom, bijvoorbeeld een O-atoom, is, klopt dat: het ethoxide-ion is sterker nucleofiel dan het acetaation. Het zeer zwak basische jodide-ion is echter een sterk nucleofiel. Aan de hand van de gegevens is af te leiden dat zowel de polariseerbaarheid van het nucleofiele deeltje als de solvatatie van belang zijn voor de nucleofielsterkte.

### De aard van deleaving group(vertrekkende groep)
Bij de SN2-substitutiereacties van alkylhalogeniden R-X neemt de reactiviteit af in de volgorde I > Br > Cl > F. Deze volgorde heeft sterk te maken met de bindingsenthalpie van de C-X binding. Deze bindingsenthalpie neemt af in de volgorde F > Cl > Br > I.

### De aard van het oplosmiddel
Bij beschouwing van de invloed van het oplosmiddel op de snelheid van de SN2-substitutiereacties zijn zowel de wisselwerking tussen oplosmiddel en reagentia als die tussen oplosmiddel en overgangstoestand van belang. Als in de overgangstoestand ten opzichte van de uitgangssituatie lading is ontstaan, kan men verwachten dat de reactie sneller wordt naarmate de polariteit van het oplosmiddel toeneemt. Als in de overgangstoestand lading is verdwenen kan men verwachten dat de reactie vertraagt door toename van de polariteit van het oplosmiddel. In die gevallen dat in de overgangstoestand lading meer gespreid is dan bij de reagentia, is een kleine vermindering van reactiesnelheid te verwachten bij toename van de polariteit van het oplosmiddel.

## Opmerkingen
- SN2 en SN1 zijn twee uiterste mechanismen. Het is goed mogelijk dat beide mechanismen een rol spelen in een nucleofiele substitutie, bijvoorbeeld doordat in bepaalde omstandigheden beide mechanismen ongeveer even snel verlopen. Ook is het mogelijk dat de eerste stap van het SN1 mechanisme gedeeltelijk verloopt, er ontstaat dat een ionpaar, vervolgens gaat het nucleofiele deeltje aan het positieve deel van het ionpaar binden terwijl de leaving groep dan helemaal loslaat.
- Omdat nucleofiele deeltjes ook een basisch karakter hebben, treden vaak eliminatiereacties op als nevenreactie van nucleofiele substitutie.